# Rudolf Dominik Zafouk mladší
Rudolf Dominik Zafouk mladší (narozený 10. prosince 1830, ?zemřel po roce 1890) byl rakouský sochař, řezbář a modelér česko-německého původu.

## Život
Narodil se jako syn řezbáře Rudolfa Dominika Zafouka staršího z Berouna a synovec tamního sochaře a modeléra Dominika Zafouka. Vystudoval sochařství na vídeňské Akademii. Stylově se přiklonil k neorenesanci a realismu.
V 50.-60. letech 19. století pro nedostatek jiné práce praktikoval v železárnách železné litiny jako modelér a formíř figurální plastiky pro železnou litinu. Pro Komárov vytvořil například reliéfní verzi Poslední večeře Páně podle obrazu Leonarda da Vinci, jejíž exempláře se dochovaly v Národním technickém muzeu v Praze a v dalších sbírkách. V Salmovských železárnách v Blansku vytvořil bustu Franze von Sonnenfelse pro městský hřbitov v Mikulově.
Roku 1871 získal první velkou zakázku na sochu vojevůdce Jana Jiskry z Brandýsa pro vestibul Vojenského muzea ve Vídni; sochu v mírně nadživotní velikosti vytesal z karrarského mramoru. Pro děkanský kostel Panny Marie v Jindřichově Hradci vytvořil oltářní plastiky, tamže vyřezal dva oltáře v Černínské kapli.

## Prameny
- Archiv Komárovských železáren, Národní technické muzeum v Praze